# Amelia Hanowerska (1783–1810)
Amelia Hanowerska (ur. 7 sierpnia 1783  w Windsorze, zm. 2 listopada 1810 w Windsorze) – najmłodsza z piętnaściorga dzieci  Jerzego III Hanowerskiego króla Wielkiej Brytanii i elektora Hanoweru i jego żony Zofii Charlotty z Meklemburgii-Strelitz.

## Życiorys
Urodziła się 7 sierpnia 1783 roku w rezydencji Royal Lodge w Windsorze. Była ulubionym dzieckiem króla Jerzego, który często nazywał ją Emily.
Podobnie jak jej starsze siostry, wychowywała się w odcięciu od świata, chroniona sztywną etykietą. Spotkania z osobami spoza dworu były bardzo rzadkie. Mimo to Amelia Hanowerska poznała o 21 lat starszego generała Charlesa FitzRoya, młodszego syna Charlesa FitzRoya, i zakochała się w nim. Snuli oni podobno nawet plany matrymonialne, ale na ich drodze stanęła królowa Charlotta, która kategorycznie zakazała córce dalszych spotkań z FitzRoyem.
Amelia Hanowerska zapadła na zdrowiu w 1795 r. Zdiagnozowano u niej gruźlicę oraz różę. Przyczyną jej śmierci w 1810 r. w Augusta Lodge w Windsorze była prawdopodobnie ta pierwsza choroba. Jej śmierć załamała starego króla Jerzego, który po raz kolejny popadł w obłęd (w 1811 r.), z którego nie wyzdrowiał aż do śmierci. Amelia Hanowerska została pochowana w St George’s Chapel w Windsorze.